# Sarah Power
Sarah Power (* 29. Juni 1985 in St. John’s, Neufundland) ist eine kanadische Schauspielerin.
Sarah Power begann die Schauspielerei mit 16 Jahren. Nach ihrem Abschluss an der Ryerson-Theaterschule in Toronto wurde sie überwiegend in Fernsehserien eingesetzt. Sie spielte Lucy Henry in der Serie Wild Roses, Pawter Simms in Killjoys und seit 2015 Abigail Pershing in der Serie Good Witch.

## Filmografie (Auswahl)
- 2007: American Pie präsentiert: Die College-Clique (American Pie Presents: Beta House)
- 2008: Repo! The Genetic Opera
- 2008: Saw V
- 2009: Wild Roses (Fernsehserie, 13 Folgen)
- 2010: Lost Girl (Fernsehserie, Folge 1x09)
- 2011: Murdoch Mysteries (Fernsehserie, Folge 4x04)
- 2011: Cassie – Eine verhexte Familie (The Good Witch’s Family, Fernsehfilm)
- 2012: Californication (Fernsehserie, Folge 5x09)
- 2013: Time of Death (Fernsehfilm)
- 2014: Keyhole (Kurzfilm)
- 2015: I Lived (i-Lived)
- 2015: The Hexecutioners
- 2015–2018: Killjoys (Fernsehserie, 15 Folgen)
- 2015–2021: Good Witch (Fernsehserie, 71 Folgen)
- 2016: American Gothic (Fernsehserie, 5 Folgen)
- 2017: Sea Change (Fernsehfilm)
- 2017: Rosewood (Fernsehserie, Folge 2x17)
- 2017: Designated Survivor (Fernsehserie, Folge 2x08)
- 2021: Liebe auf dem Weihnachtspier (When Love Blooms, Fernsehfilm)
- 2021: Nantucket Noel (Fernsehfilm)
- 2022: Our Italian Christmas Memories (Fernsehfilm)
- 2022: The Christmas Checklist (Fernsehfilm)
- 2023: Accused (Fernsehserie, Folge 1x11)
- 2024: Love on the Danube Kissing Stars (Fernsehfilm)